# Krzysztof Panas
Krzysztof Panas (ur. 27 sierpnia 1952) – polski lekarz i polityk, prezydent Łodzi od 13 marca 2001 do 19 czerwca 2002, prezes Narodowego Funduszu Zdrowia od 7 października 2003 do 6 marca 2004.

## Życiorys
Z wykształcenia jest lekarzem ginekologiem, rozpoczynał karierę zawodową jako lekarz wojskowy w Szpitalu Klinicznym swojej macierzystej: uczelni Wojskowej Akademii Medycznej w Łodzi. 
Gdy Leszek Miller był ministrem spraw wewnętrznych, Panas został jego doradcą, a następnie dyrektorem Centralnego Zarządu Służby Zdrowia MSWiA. Zajmował się m.in. restrukturyzacją służb medycznych resortu Po powrocie SLD do władzy w 2001 został wiceprezydentem, a później, po rezygnacji z tej funkcji Tadeusza Matusiaka, prezydentem miasta. Zrezygnował z tej funkcji w czerwcu 2002 roku, gdy został podsekretarzem stanu w Ministerstwie Środowiska i głównym geologiem kraju. Ponieważ Panas jest z wykształcenia lekarzem, wkrótce dokonano zmiany w statucie urzędu, tak aby głównym geologiem mógł zostać sam szef resortu Stanisław Żelichowski, z wykształcenia leśnik.
7 października 2003 otrzymał nominację na Prezesa Narodowego Funduszu Zdrowia. Na początku marca 2004 na wniosek ministra zdrowia Leszka Sikorskiego został odwołany przez premiera. Sikorski zarzucał Panasowi eskalowanie konfliktów ze środowiskiem lekarskim: chodziło przede wszystkim o spory z porozumieniem zielonogórskim i instytutami medycznymi. Jest myśliwym.
Odznaczony Srebrnym Krzyżem Zasługi (1993) oraz Krzyżem Kawalerskim Orderu Odrodzenia Polski (1996).